# Belzeba
Belzeba figlia del Diavolo (lit., Belzeba, hija del diablo) es un personaje de cómic creado por Sandro Angiolini (1920-1985) en 1977 para la editorial italiana EdiFumetto, fundada por Renzo Barbieri, dentro de su línea de cómic erótico (fumetti per adulti). Nacida del vientre de una vaca monstruosa, Belzeba es hija del Diablo, quien la envía a la Tierra para desbaratar los planes de Tomás de Torquemada, Inquisidor General de Castilla y Aragón durante el reinado de los Reyes Católicos. Concebida como un personaje astuto, cruel y lascivo, la «Princesa del Infierno» se caracteriza por su condición hermafrodita.
A lo largo de 30 episodios y 2 suplementos («I mori lussuriosi» y «Belzeba e il cavalieri», publicado este último en I Notturni #24, junio de 1978) editados en Italia a partir de 1977, Angiolini construyó una saga plena de sangre, violencia y horror, impregnada de humor negro con su característico estilo erótico y grotesco, puntualmente explícito, rozando a menudo lo vulgar. Una saga que gira sobre el enfrentamiento entre Belzeba y el implacable Inquisidor General.

## Hija del Diablo

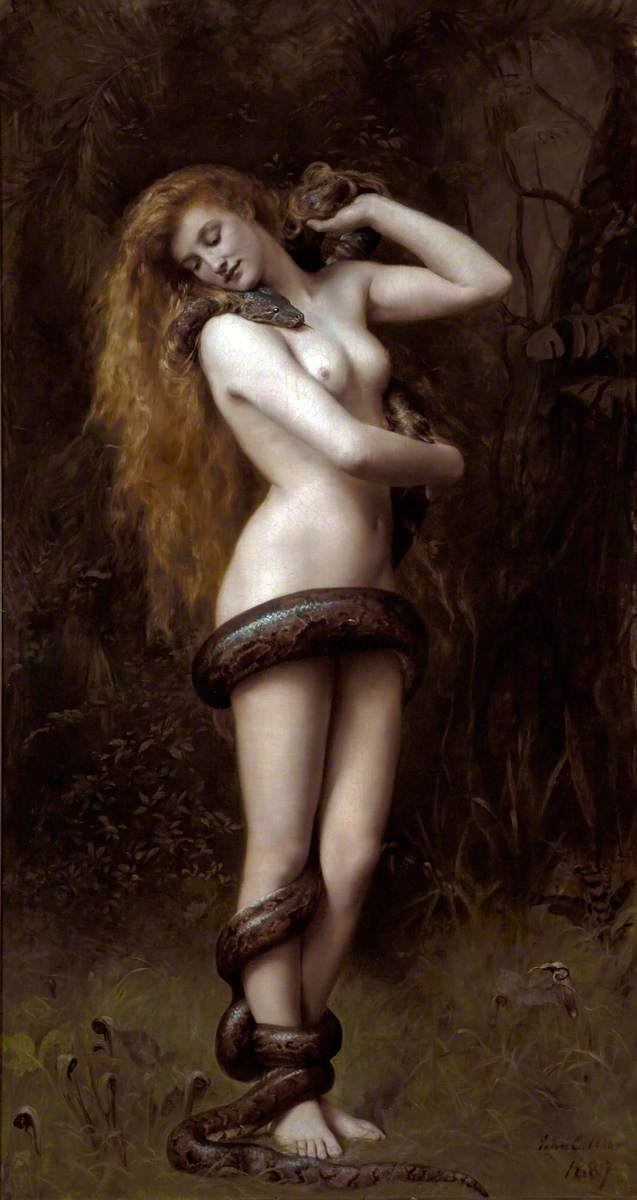
Lilit (1892), por John Collier. Belzeba se inspira en personajes como los súcubos.

Belzeba, pese a su condición hermafrodita se presenta con aspecto completamente femenino, como una mujer rubia –de corta cabellera con dos mechones erguidos a modo de cuernos-, hermosa y de formas rotundas. Amoral, perversa, sádica y sexualmente liberada—cuando fue creada aún se experimentaban las consecuencias de la revolución sexual—, carece de cortapisa alguna a la hora de utilizar la violencia para librarse de sus oponentes o para lograr sus propósitos, ni freno moral alguno para disfrutar de unos insaciables apetitos sexuales de connotaciones sádicas, con hombres y con mujeres.
Concebida como un divertimento erótico, en la serie subyace una crítica a la hipocresía y la represión sexual encarnadas en la naturaleza totalitaria de la Inquisición y en la política autoritaria de los Reyes Católicos. Una crítica que en el desarrollo del argumento no se plantea de forma maniquea, pues no se contrapone la imagen negativa del catolicismo integrista con la actitud liberada y pagana de la protagonista –y su padre, Satanás-, pues Belzeba es un personaje muy ambiguo que, si en ocasiones puede actuar con cierto impulso justiciero, por lo general es tan cruel y despiadada como Torquemada, aunque su lucha contra el poder puede despertar en el lector ciertas simpatías contestatarias.
Regodeándose en todo tipo de situaciones escabrosas en las que aparece una nómina casi completa de parafilias, la serie posee un enfoque completamente desprejuiciado, evitando cualquier coartada moralista a la hora de abordar la temática sexual.

## Personajes
Planteada como una sucesión de episodios vinculados entre sí dentro del argumento principal—el enfrentamiento entre la amoralidad sexual representada por Belzeba y la hipócrita represión encarnada por Torquemada—, por la serie desfilan diversos personajes perfilados con el estilo casi caricaturista de Angiolini.
- Tomás de Torquemada, inteligente, cruel, sádico, no duda en cometer todo tipo de atrocidades con tal de mantener y acrecentar su posición de poder dentro de la Corona española y de destruir a su principal oponente, la hija del Diablo. Estricto moralista sexual, disfruta en secreto vistiéndose con lencería femenina. Su peculiar método de exorcismo pasa por «expulsar» al demonio de turno penetrando sexualmente a la víctima de la posesión.

- La reina Isabel de Castilla, fogosa e insatisfecha sexualmente, convierte de manera puntual a Belzeba en su amante y aliada para intentar anular el poder que Torquemada ha acumulado como Inquisidor y como confesor real.

- El rey Fernando de Aragón, indolente y poco espabilado, consiente la concentración de poder de Torquemada y no se entera de la cornamenta con la que suele adornar su cabeza la reina.

- Fray Jacinto, secretario del Inquisdor y víctima propicia de su furia, progresivamente va perdiendo partes de su cuerpo con cada castigo de su amo: ojo, oreja, mano, pierna, glúteo…

- El príncipe Consalvo, bello y ambicioso hermano del rey, se alía puntualmente con Belzeba en su intento de alcanzar el trono. Su atracción hacia la hija del Diablo—recíproca—se mantiene incluso después de descubrir su condición hermafrodita.

- Jen-Haro, pícaro suplantador de la identidad de un torturador chino, acaba siendo vampirizado y es el más leal amigo de Belzeba.

- Abacuc el mago.

## Edición en España

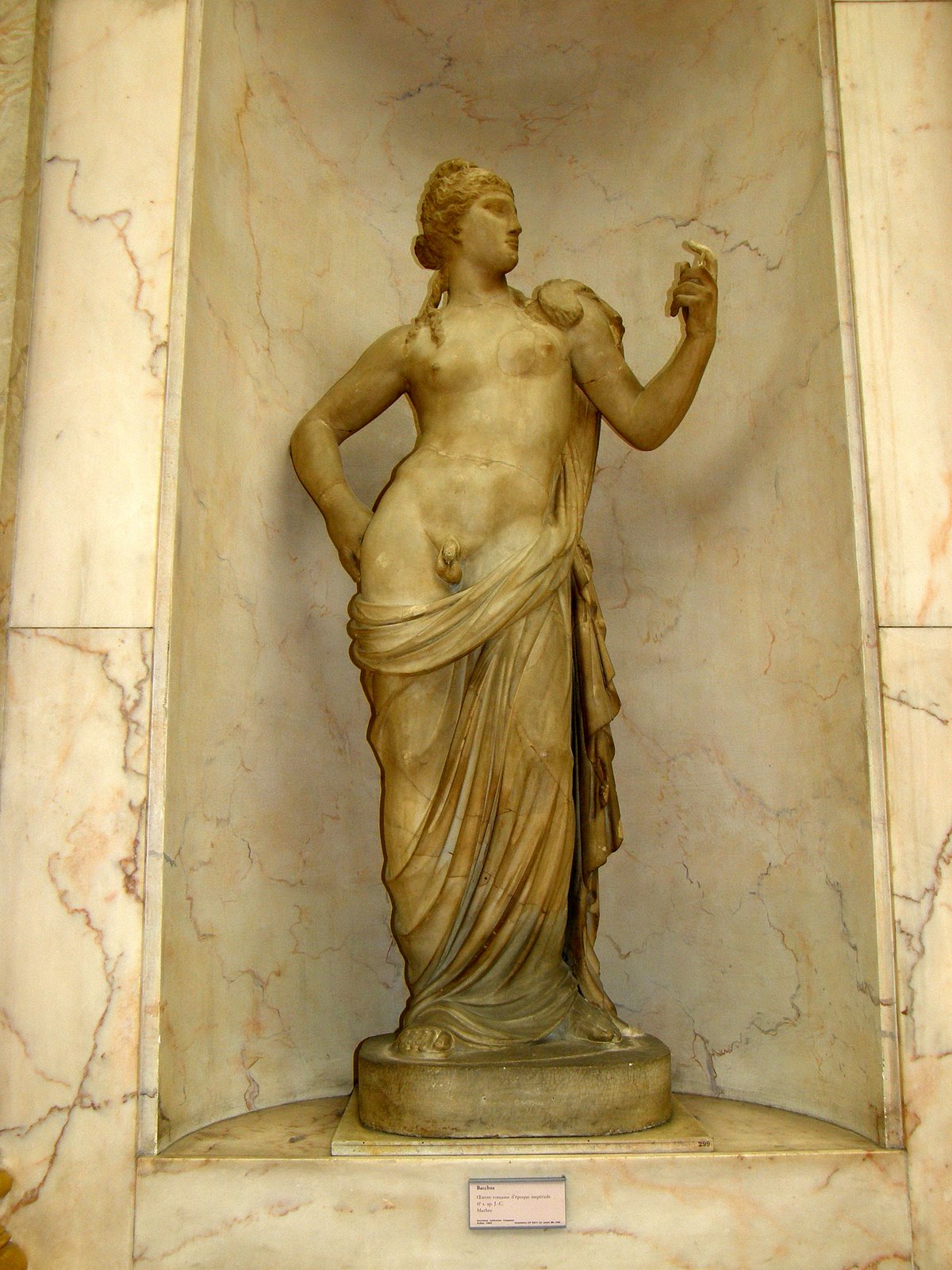
Belzeba es un ser hermafrodita

En España las historias de Belzeba fueron publicadas por Ediciones Zinco SA y Edicomic a partir de 1984 en la cabecera Hembras Peligrosas, una publicación mensual, en blanco y negro, de 64 páginas más cubiertas. Publicación longeva (101 números) en la que cada ejemplar incluía tres historias de tres personajes diferentes, y en la que Belzeba compartió cartel con otros como Naga la Maga, Ulula la Mujer Lobo, Zora la Vampira, Lady Domina, Astrid la Hechicera, La Mosquetera, Texana la Vaquera. 
Todas historias eróticas plenas de violencia y sangre próximas al gore que triunfaba en el cine de los setenta y ochenta del siglo XX. Artísticamente destacadas algunas, mediocres otras, literariamente dejaban bastante que desear salvo excepciones; pero todas poseían un novedoso factor en común: estaban protagonizadas por mujeres independientes que ejercían con total libertad su sexualidad, sin prejuicios ni tabúes.
No obstante, la legislación censora heredada de la dictadura y que aún coleaba en los primeros años de la democracia impuso bastantes trabas a la publicación de este material, obligando a atenuar en España sus extremos más explícitos.